# Gioseffo Caffro
Gioseffo Caffro   (Nàpols, c. 1776 - 1808) fou un concertista italià de l'oboè i el corn anglès.
Després de romandre durant un temps a la capella reial del seu país, es traslladà, a París, on, el mateix que als Països Baixos i Alemanya, aconseguí èxits clamorosos, retornant a la seva pàtria el 1808. La seva execució era admirable, vencent dificultats tingudes per insuperable, però el deslluïa molt gust i manca d'inspiració de les obres compostes per ell que tocava habitualment.
En la biblioteca del Conservatori de París s'hi conserven els manuscrits d'alguns dels seus concerts.